# Contre Marcion
Contre Marcion (en latin Adversus Marcionem) est une œuvre de Tertullien dans laquelle il combat les marcionites, adeptes de la doctrine de Marcion selon laquelle il existe deux dieux : le Dieu bon, extérieur au monde et à la matière, et le Démiurge, un dieu créateur ayant engendré le monde de la matière, et où Le Dieu bon est à l'inverse le Dieu suprême, sans les limitations du dieu de la matière. Étranger au monde, à la matière, à la Loi, à ses transgressions et donc au péché, c'est un Dieu d'amour plus que de justice. C'est lui qui a engendré Jésus-Christ, venu pour abroger l'Ancien Testament et le culte de son démiurge.
Pour les Marcionites, ce dualisme est donc fondé sur l’opposition évangile-Loi, une opposition qu'on retrouve chez l'apôtre Paul, mais qui est ici poussée à son paroxysme.

## Le Corpus
Dans Contre Marcion, Tertullien met tout son cœur et ses grandes connaissances bibliques pour combattre point par point les vues de Marcion que se basait une interprétation littéraire de l'évangile de Luc.
Tertullien écrit dans son Contre Marcion : Le fait est donc établi : ces Évangiles étaient entre les mains des Églises. […] En effet, s'il est vrai que les écrits apostoliques nous soient parvenus dans leur intégrité, et que l’Évangile de Luc, maintenant entre nos mains, soit si bien d'accord avec eux, qu'il subsiste avec eux dans les Églises, il faut en conclure que l’Évangile de Luc nous est arrivé intact, jusqu'au sacrilège de Marcion.